# Pealius quercus
Pealius quercus är en insektsart som först beskrevs av Victor Antoine Signoret 1868.  Pealius quercus ingår i släktet Pealius, och familjen mjöllöss. Arten är reproducerande i Sverige.